# Titica
Titica (nascuda Teca Miguel Garcia a Luanda) és una cantant i dansaire transsexual angolesa, que interpreta una forma local de música rap-techno anomenada "kuduro". Ha estat nomenada "millor artista kuduro de 2011".

## Biografia
Titica començà la seva carrera com a ballarina de suport amb artistes com Noite e Dia, Propria Lixa i Puto Português. Va treure la seva primera peça com a vocalista l'octubre de 2011, Chão, que aviat esdevingué un gran èxit tant a Angola com a la diàspora.
En 2013 fou nomenada ambaixador de bona voluntat per UNAIDS.
Titica ha actuat a Brasil en 2017 on ha tocat la cançó, Capim Guin amb la banda Baina System a Rio de Janeiro.

## 2011–2012: Cançons "O Chão..." i "Olha o Boneco"
El 15 de desembre de 2011, Titica va anunciar el seu primer treball anomenat O Chão.... Amb el magnífic senzill "Olha o Boneco" que presenta l'afroportuguesa Ary. La cançó aplega uns quants moviments kuduro i "créu". Es va estrenar per primera vegada a Cultura Angolana Radio. A Portugal i Brasil, la cançó s'ha mantingut en primer lloc a les llistes de música durant 3 setmanes al programa portuguès TOP + i 7 setmanes al xou brasiler Rolando Música.
"Olha o Boneco", va tenir molt èxit en àlbums, i programes de televisió als països del PALOP i alguns països europeus. Titica en aquesta cançó vol donar un missatge a la sexualitat d'algunes persones en unes poques frases que ella són significants "outrora fui bailarina, agora sou à menina» i quan Ary canta "venho de forma diferente, e quem quiser que comente... bem ou mal é de mim, porque estão falando assim". que tots som diferents, però tots els humans, tots iguals, només "un amor".
La segona cançó de l'àlbum 'O Chão és "Ablua", enregistrada a Angola. El tercersenzill és "Chão Chão".

## Discografia
- 2011 — Chão
- 2013 — Olho Boneco
- 2014 — De Última à Primeira